# Goiești
Goiesti là một xã thuộc hạt Dolj, România. Dân số thời điểm năm 2002 là 3397 người.